# Fuga „Mała” g-moll
Fuga "Mała" g-moll J.S. Bacha – dzieło organowe ze zbioru sześciu "Małych fug" Bacha, BWV 578, skomponowane na klawiaturę ręczną i pedałową.

## Charakterystyka utworu
Fuga nie jest poprzedzona preludium. Temat cechuje tempo wolne. W czele tematu przeważają nuty długie, głównie ćwierćnuty. W kodetcie dają się zauważyć liczne gamy oraz progresje. Fuga zawiera trzy głosy podstawowe i jeden uzupełniający. Wbrew nazwie wcale nie jest ona krótka, została bowiem tak nazwana dla odróżnienia od Wielkiej fantazji i fugi g-moll. Dzieło wieńczy tercja pikardyjska.